# أقراص وقود الهكسامين

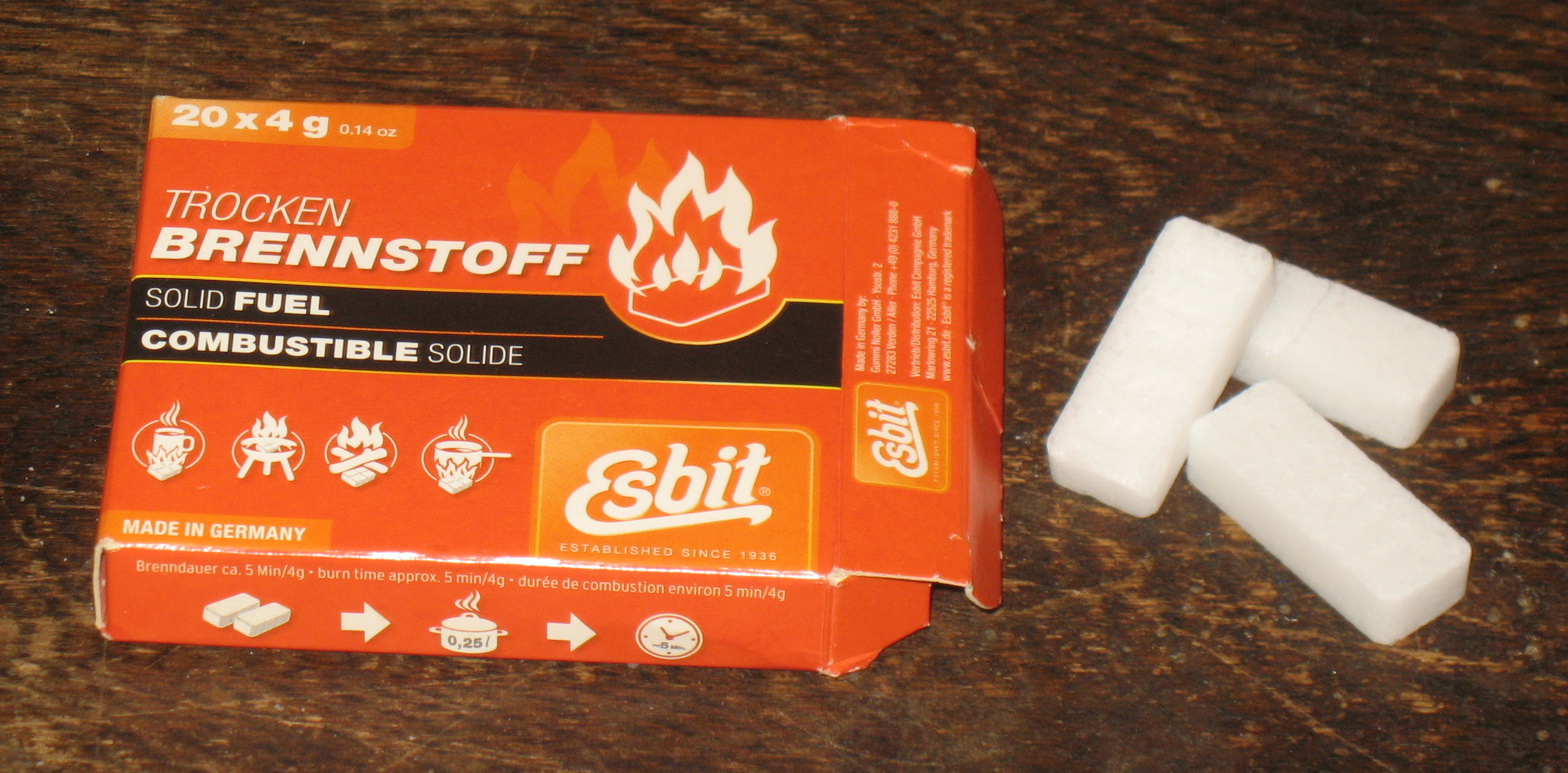

قرص وقود الهيكسامين هو شكل من أشكال الوقود الصلب في شكل أقراص. أقراص حرق عديمة الدخان، ولها كثافة نارية مرتفعة، في حين احتراقها وتمييعها لا تترك الرماد. اخترعت في مورهاردت، وألمانيا ، في عام 1936، والمكون الرئيسي هو هيكسامين(ميثيلين -1,2,3,4-رباعي امين هكسان) hexamethylenetetramine. هناك عدد من الأسماء البديلة في الاستخدام، بما في ذلك قرص الحرارة وEsbit(الذي يرمز لاريش Schumms Brennstoff في Tablettenform أو الوقود إريك شوم في أقراص) هي علامة تجارية genericized كما يتم استخدامه للإشارة إلى المنتجات المماثلة التي تقوم بها الشركات الأخرى.

## الاستخدامات
وتستخدم الأقراص لإشعال النار للطبخ في المعسكرات والجيش ومنظمات الإغاثة. وهي كثيرا ما تستخدم مع مواقد المعدن القابل للتصرف التي تم تضمينها في الحزم التموينية للميدان. الجوالون هم المعنيون بالتزود بمعدات خفيفة جدا تميل إلى جعلهم يتخلون عن شراء المواقد الجاهزة الثقيلة واستبدالها بالخفيفة المبتكرة. ويمكن Esbitمن جعل مستوعبات الألمنيوم للمشروبات الغازية كموقد، ويكن ذلك بقطع الجزء السفلي من علبة الألمنيوم للمشروبات الغازية ، وبقلبها رأسا على عقب لدعم قرص الوقود. ويتم وضع اصياخ المستخدمة في قفص الدواجن على رأس العابة لزيادة مساحتها السطحية لكي تكون قادرة على دعم قدر الطبخ. وهي أقراص حرق حساسة تجاه الرياح، يجب استخدام واقي بسيط للرياح ، مثل شريط من رقائق الألومنيوم المنحنية على شكل دائرة حول وعاء الفرن. إذا لزم الأمر، يمكن وضع قرص الوقود على صخرة أو على التراب ، مع وعاء معتمد فوقه من الصخور، ولكن هذا هو أقل من المثالي.
استخدام آخر شائع هو توفير مصدر آمن للحرارة للمحركات البخارية النموذجية ، مثل تلك التي تنتجها وWilesco Mamod.
ويمكن استخدامها كمصدر للحرارة في قارب البوب البوب.